# Elecciones parlamentarias de Portugal de 1991
Las elecciones parlamentarias de Portugal de 1991 se celebraron el 6 de octubre de ese año, con el propósito de elegir a los miembros de la Asamblea de la República. El PSD ganó las elecciones con mayoría absoluta, y Aníbal Cavaco Silva repitió como primer ministro de Portugal.
Con una abstención del 32,22%, los resultados completos fueron los siguientes:
| Elecciones legislativas portuguesas de 1991 |           |        |         |
| Partido                                     | Votos     | %      | Escaños |
| Partido Social Demócrata (PSD)              | 2.902.351 | 50,60  | 135     |
| Partido Socialista (PS)                     | 1.670.758 | 29,13  | 72      |
| Coalición Democrática Unitaria (CDU)        | 504.583   | 8,80   | 17      |
| Centro Democrático Social (CDS)             | 254.317   | 4,43   | 5       |
| Partido de la Solidaridad Nacional (PSN)    | 96.096    | 1,68   | 1       |
| Partido Socialista Revolucionario (PSR)     | 64.159    | 1,12   | 0       |
| PCTP/MRPP                                   | 48.542    | 0,85   | 0       |
| Partido Renovador Democrático (PRD)         | 35.077    | 0,61   | 0       |
| Partido Popular Monárquico (PPM)            | 25.216    | 0,44   | 0       |
| Partido Democrático del Atlántico (PDA)     | 10.842    | 0,19   | 0       |
| Frente de la Izquierda Revolucionaria (FER) | 6.661     | 0,12   | 0       |
| Unión Democrática Popular (UDP)             | 6.157     | 0,11   | 0       |
| Votos en blanco                             | 47.652    | 0,83   |         |
| Votos nulos                                 | 63.020    | 1,10   |         |
| Total                                       | 5.735.431 | 100,00 | 230     |